# Эхекратид (философ)
Эхекратид (др.-греч. Έχεκραττίδας) — философ-перипатетик IV века до н. э.
Эхекратид родился в Мефимне на Лесбосе. В молодости он учился у Аристотеля и, согласно Стефану Византийскому, был его другом.
Впоследствии был арестован македонянами и помещён в тюрьму в Сардах. Предположительно, арест был связан с участием Эхекратида в политической жизни Лесбоса, где в 334/333 году до н. э. происходили внутренние потрясения, связанные с борьбой про- и антимакедонской партий. Клавдий Элиан и Плутарх приводят легенду о том, как Александр Македонский послал Фокиону 100 талантов и предложил четыре города в управление. Знаменитый военачальник отказался от столь щедрых подарков, что расстроило царя. Александр написал Фокиону письмо, где указывал, что «если друзьям ничего от него не нужно, он их друзьями не считает». На это Фокион ответил, что просит вместо четырёх городов освободить четырёх пленников, среди которых был и Эхекратидом. Согласно античным авторам, Александр приказал немедленно исполнить эту просьбу. Вместе с Эхекратидом на свободу вышли военачальник Эхекратид и два родосца — Демарат и Спартон. Дальнейшая судьба Эхекратида неизвестна. По мнению Г. Берве, освобождение Эхекратида по протекции Фокиона следует датировать последними годами жизни Александра, то есть незадолго до 323 года до н. э.